# Idenheim
Idenheim ist eine Ortsgemeinde im Eifelkreis Bitburg-Prüm in Rheinland-Pfalz. Sie gehört der Verbandsgemeinde Bitburger Land an.

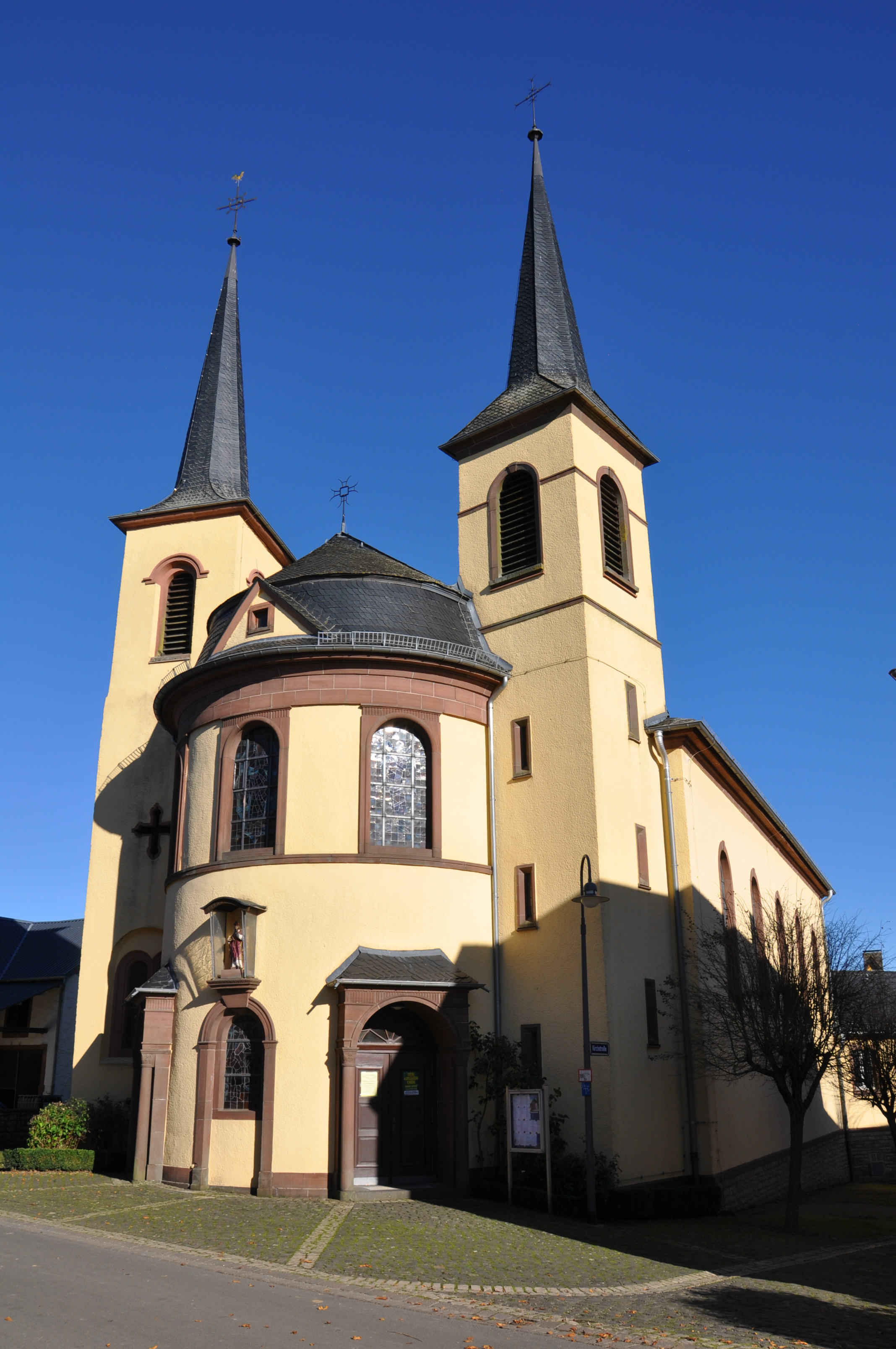
Idenheim, St. Nikolaus

## Geographie
Idenheim liegt neun Kilometer südlich von Bitburg und 22 Kilometer nördlich von Trier. Die gesamte Fläche beträgt 770 ha, davon sind 161 ha reines Waldgebiet. Zu Idenheim gehören auch die Wohnplätze Meilbrück, Am grünen Born, Tannenhof und Wiedenhof.

## Geschichte
Auf eine frühe Besiedlung im Gemeindegebiet weisen aufgefundene Hügelgräber hin, die der jüngeren Hunsrück-Eifel-Kultur zugeordnet werden. Zum einen entdeckte man eine Grabhügelnekropole, bestehend aus 24 Einzelhügeln, eine Grabhügelgruppe aus 13 Einzelhügeln unweit der heutigen Bundesstraße 51 sowie ferner zwei Brandgräberfelder.
Von einer Besiedlung in der Römerzeit zeugt eine Villa rustica, die in der heutigen Ortsmitte lag. Bekannt ist ferner ein römischer Tempelbezirk.
Idenheim wurde erstmals in einer Tauschurkunde der Abtei Prüm aus dem Jahre 844 unter dem Namen „Idanheim“ erwähnt. Etwa im Jahr 1600 kam Idenheim (Edenheim) zum Erzstift Trier, bei dem es bis Ende des 18. Jahrhunderts blieb.
Zur Zeit der französischen Verwaltung war Idenheim der Sitz einer Mairie im Kanton Pfalzel und gehörte zum Département de la Sarre.
Im Jahre 1815 wurde das Linke Rheinufer nach Preußen eingegliedert, Idenheim wurde 1816 Sitz einer Bürgermeisterei im damals neu gebildeten Kreis Bitburg im Regierungsbezirk Trier. Zur Bürgermeisterei Idenheim gehörten die Dörfer Idenheim mit der Mühle Wellkyll, Idesheim, Sülm mit dem Hofe Pfalzkyll und der Mühle Loskyll, Dahlem und Röhl. Idenheim hatte 1829 mit 50 Feuerstellen insgesamt 347 Einwohner.
Von 1956 bis 1961 lagerten nahe dem Ort in verbunkerten Silos für die US-Streitkräfte Marschflugkörper vom Typ TM-61 Matador.
Bevölkerungsentwicklung
Die Entwicklung der Einwohnerzahl von Idenheim, die Werte von 1871 bis 1987 beruhen auf Volkszählungen:
| Jahr | Einwohner |
| ---- | --------- |
| 1815 | 256       |
| 1835 | 349       |
| 1871 | 342       |
| 1905 | 395       |
| 1939 | 377       |
| 1950 | 391       |
| 1961 | 397       |

| Jahr | Einwohner |
| ---- | --------- |
| 1970 | 417       |
| 1987 | 400       |
| 1997 | 450       |
| 2005 | 453       |
| 2011 | 438       |
| 2017 | 455       |

## Politik

### Gemeinderat
Der Gemeinderat in Idenheim besteht aus acht Ratsmitgliedern, die bei der Kommunalwahl am 9. Juni 2024 in einer Mehrheitswahl gewählt wurden, und der ehrenamtlichen Ortsbürgermeisterin als Vorsitzender.

### Bürgermeister
Ingrid Penning wurde am 7. Juli 2009 Ortsbürgermeisterin von Idenheim. Bei der Direktwahl am 26. Mai 2019 wurde sie mit einem Stimmenanteil von 90,84 % und am 9. Juni 2024 als einzige Bewerberin mit 90,6 % jeweils für weitere fünf Jahre in ihrem Amt bestätigt.
Ihr Vorgänger Josef Junk, bis 2022 Bürgermeister der Verbandsgemeinde Bitburger Land, hatte das Amt von 1994 bis 2009 ausgeübt.

### Wappen
| Wappen von Idenheim |
| Wappenbegründung: Das silberne Schild mit kurtrierischem roten Kreuz steht für die Zugehörigkeit zum Kurfürstentum Trier, der Bischofsstab als Erinnerung an Bischof Nikolaus Bares, während die drei goldenen Kugeln für den Kirchenpatron, den heiligen St. Nikolaus stehen und die zwei ineinander geschlungenen Ringe an die Grundherrschaft des Klosters Himmerod erinnern. |

## Sport
Idenheim bildet mit den Nachbargemeinden Dahlem, Sülm und Trimport den Sportverein DIST.